# Ahörnchen und Behörnchen
Ahörnchen und Behörnchen (englisch: Chip ’n’ Dale oder Chip an’ Dale) sind zwei Comic-Streifenhörnchen (auch Backenhörnchen genannt), die von der Walt Disney Company geschaffen wurden. Seit 1991 werden sie in der Reihe Chip und Chap – Die Ritter des Rechts in Deutschland und Österreich auch als Chip und Chap bezeichnet; Comics werden aber auch weiterhin unter ihrem angestammten Namen veröffentlicht (siehe unten). Der englische Name Chip ’n’ Dale ist ein Wortspiel auf den Namen Chippendale (siehe Thomas Chippendale).

## Geschichte
Ihren ersten Auftritt hatten sie 1943 in dem animierten Kurzfilm Private Pluto, in dem sie den Hund Pluto ärgern. Ihren Namen bekamen sie allerdings erst bei ihrem dritten Auftritt in dem Oscar-nominierten Kurzfilm Donald, der Nußdieb (1947), in dem sie sich erstmals mit Donald Duck anlegten, der in der Folge bei den meisten Auftritten ihr Gegenspieler werden sollte. 1951 bekamen sie ihre eigene Trickfilm-Reihe, in deren Rahmen allerdings nur drei Kurzfilme entstanden.
Ahörnchen (Chip) ist der intelligentere Part des Duos. Er hat eine schwarze Nase. Er ist berechnend und stellt damit einen Gegensatz zu Behörnchen (Dale) dar, der neben seiner roten Nase und seinen weit auseinander stehenden Schneidezähnen durch sein aufgedrehtes Verhalten gekennzeichnet ist.

## Verschiedene deutsche Namen
Ihren ersten deutschen Comic-Auftritt hatten die beiden Backenhörnchen 1952 als „Ahörnchen und Beehörnchen“. Dem Leser wurden sie folgendermaßen vorgestellt:
Es waren einmal zwei amerikanische Backenhörnchen. Ein Männchen, das hieß Ahörnchen, und ein Weibchen, das hieß Beehörnchen (Micky Maus Sonderheft 5, 1952)
Bis Anfang 1957 blieb Be(e)hörnchen – dessen Name inzwischen um ein e verkürzt war – ein Weibchen, danach machte man aus ihm Ahörnchens Bruder. Dale ist in den USA sowohl ein Männer- als auch ein Frauenname. Mitunter tauchten auch andere Schreibweisen auf, z. B. werden sie auf einem Videocover aus den 1980ern A-Hörnchen und B-Hörnchen geschrieben.
1991 lief die Fernsehzeichentrickserie Chip und Chap – Die Ritter des Rechts (Chip ’n Dale Rescue Rangers) im deutschen Fernsehen an. Hierfür benannte man Ahörnchen und Behörnchen in Chip und Chap um. Auch in der Neusynchronisation der alten Trickfilme bekamen sie diese Namen. Bei den Comic-Veröffentlichungen tauchen seitdem beide Namen auf: Die klassischen kleiderlosen Backenhörnchen heißen weiterhin Ahörnchen und Behörnchen. Comics, die auf der Fernsehserie basieren, laufen hingegen unter der Bezeichnung Chip und Chap.

## Filme und Serien (Auswahl)
- Private Pluto (1943)
- Squatter’s Rights (1946)
- Donald, der Nußdieb (1947)
- Ungebetene Weihnachtsgäste (1949)
- Chip und Chap – Die Ritter des Rechts (Serie, 1989–1990)
- Chip und Chap: Die Ritter des Rechts (2022)

## Internationale Bezeichnungen
In den Niederlanden ist die Serie unter Knabbel en Babbel, in Frankreich unter Tic et Tac, in Spanien unter Chip y Chop, in Italien unter Cip e Ciop, in den Nachfolgestaaten des ehemaligen Jugoslawien als Cik i Cak, im Nahen Osten unter Sanjub wa Sanjoob, in Schweden als Piff och Puff, in Brasilien unter Tico e Teco und in Norwegen unter Snipp og Snapp bekannt.